# Нырково
Нырково (укр. Ниркове) — посёлок, относится к Попаснянскому району Луганской области Украины.
Население по переписи 2001 года составляло 362 человека. Почтовый индекс — 93342. Телефонный код — 274. Занимает площадь 0,559 км². Код КОАТУУ — 4423856905.

## Местный совет
93340, Луганська обл., Попаснянський р-н, смт. Комишуваха, вул. Космічна, 1  (укр.)